# Lycaena walli
Lycaena walli är en fjärilsart som beskrevs av Evans 1912. Lycaena walli ingår i släktet Lycaena och familjen juvelvingar. Inga underarter finns listade i Catalogue of Life.